# Gentiana parvula
Gentiana parvula är en gentianaväxtart som beskrevs av H. Smith. Gentiana parvula ingår i släktet gentianor, och familjen gentianaväxter. Inga underarter finns listade i Catalogue of Life.